# Хончнурское сельское муниципальное образование
Хончну́рское се́льское муниципа́льное образова́ние — муниципальное образование в Малодербетовском районе Республике Калмыкия. Административный центр и единственный населенный пункт на территории СМО — посёлок Хонч Нур.

## География
Самое северное муниципальное образование Калмыкии расположено в пределах Сарпинской низменности. СМО граничит на юго-западе с Малодербетовским и на юге — с Ики-Бухусовским СМО Малодербетовского района, на северо-западе — со Светлоярским районом Волгоградской и на северо-востоке и востоке — с Черноярским районом Астраханской области.

## История
Еще в 1980-е годы земли сельского образования относились к Светлоярскому району Волгоградской области. Образовано согласно закону Республики Калмыкия от 25.12.2002 N 273-II-З «Об установлении границ Хончнурского сельского муниципального образования Республики Калмыкия» (принят Постановлением Народного Хурала (Парламента) РК от 24.12.2002 N 818-II).

## Население
| 2002 | 2010 | 2011 | 2012 | 2013 | 2014 | 2015 |
| ---- | ---- | ---- | ---- | ---- | ---- | ---- |
| 210  | ↘132 | ↗136 | ↘134 | ↘123 | ↘115 | ↗124 |
| 2016 | 2017 | 2018 | 2019 | 2020 | 2021 |      |
| ↘112 | ↘104 | ↗111 | ↘105 | ↘100 | ↘90  |      |

Население СМО (на 01.01.2012 г.) 162 чел. (0,16 тыс. чел.) или 1,5 % населения Малодербетовского района.
Плотность населения в СМО составляет 0,7чел./км².
Из общего количества населения — 0,16 тыс. чел., население моложе трудоспособного возраста составляет 0,02 тыс. чел., (11,1 %), в трудоспособном возрасте — 0,11 тыс. чел. (68,5 %), старше трудоспособного возраста — 0,03 тыс. чел. (20,4 %).
Отмечается нулевой баланс показателей естественного прироста (убыли) населения — 0 чел. /год на 1000 жителей.
Соотношение мужчин и женщин составляет, соответственно, 55,5 % и 44,5 % (преобладает мужское население).

### Национальный состав
Калмыки — 98,8 %, другие национальности — 0,2 %.